# Mateo Leš
Mateo Leš (Virovitica, 25 maart 2000) is een Kroatisch voetballer die doorgaans speelt als centrale verdediger. In juli 2023 verruilde hij Heracles Almelo voor HNK Gorica.

## Clubcarrière
Leš speelde in de jeugd van NK Virovitica en werd in 2014 opgenomen in de opleiding van Dinamo Zagreb. Deze doorliep hij en in 2019 werd hij onderdeel van het tweede elftal, uitkomend op het tweede niveau. De verdediger werd in september 2020 voor een bedrag van circa 220.000 euro overgenomen door Heracles Almelo, waar hij zijn handtekening zette onder een verbintenis voor de duur van drie seizoenen, met een optie op een jaar extra. Hij maakte zijn debuut op 12 januari 2021, toen door drie doelpunten van Sinan Bakış en een van Rai Vloet met 4–0 gewonnen werd van FC Emmen. Van coach Frank Wormuth mocht de Kroaat twintig minuten voor het einde van de wedstrijd invallen voor Mats Knoester. Met Heracles degradeerde hij na het seizoen 2021/22 naar de Eerste divisie. Het seizoen erop werd Heracles kampioen in die competitie en zo keerde de club weer terug in de Eredivisie. Leš promoveerde niet mee, want hij stapte over naar HNK Gorica.

## Clubstatistieken
| Seizoen | Club             | Competitie     | Competitie | Competitie | Beker | Beker | Internationaal | Internationaal | Totaal | Totaal |
| Seizoen | Club             | Competitie     | Wed.       | Dlp.       | Wed.  | Dlp.  | Wed.           | Dlp.           | Wed.   | Dlp.   |
| ------- | ---------------- | -------------- | ---------- | ---------- | ----- | ----- | -------------- | -------------- | ------ | ------ |
| 2020/21 | Dinamo Zagreb II | 2. HNL         | 3          | 0          | —     | —     | —              | —              | 3      | 0      |
| 2020/21 | Heracles Almelo  | Eredivisie     | 3          | 0          | 0     | 0     | —              | —              | 1      | 0      |
| 2021/22 | Heracles Almelo  | Eredivisie     | 3          | 0          | 2     | 0     | —              | —              | 5      | 0      |
| 2022/23 | Heracles Almelo  | Eerste divisie | 17         | 1          | 2     | 0     | —              | —              | 19     | 1      |
| 2023/24 | HNK Gorica       | HNL            | 23         | 0          | 3     | 0     | —              | —              | 26     | 0      |
| 2024/25 | HNK Gorica       | HNL            | 16         | 0          | 1     | 0     | —              | —              | 17     | 0      |
| Totaal  | Totaal           | Totaal         | 65         | 1          | 8     | 0     | 0              | 0              | 73     | 1      |

Bijgewerkt op 11 december 2024.